# Mac OS X Panther
Mac OS X Panther (версія 10.3) — четвертий основний випуск macOS, настільної та серверної операційної системи Apple. Вона є наступником Mac OS X 10.2 і попередником Mac OS X Tiger. Вона була випущена 24 жовтня 2003 року.

## Системні вимоги
Системні вимоги Mac OS X Panther:
- Процесор PowerPC G3[en], G4, або G5 (принаймні 233 МГц)
- Вбудований USB
- Принаймні 128 МБ ОЗП (рекомендується 256 МБ, неофіційно підтримується мінімум 96 МБ)
- Принаймні 1,5 ГБ вільного місця на жорсткому диску
- Оптичний привод
- Для доступу до Інтернету потрібен сумісний провайдер; iDisk потребує облікового запису .Mac

Неохідні вимоги для здійснення відеоконференцій:
- 333 МГц або швидший процесор PowerPC G3, G4 або G5
- Широкосмуговий доступ до Інтернету (100 кбіт/с[en] або швидше)
- Камера, сумісна з FireWire DV або вебкамера

Оскільки для Mac OS X Panther потрібен був постійний запам'ятовувач New World ROM, деякі старі комп'ютери (наприклад, бежевий Power Mac G3 і PowerBook G3 серії Wall Street) не могли запустити Mac OS X Panther за замовчуванням. Проте стороннє програмне забезпечення (наприклад, XPostFacto) може замінити перевірки, що мають відбуватися під час процесу встановлення; інакше встановлення або оновлення з операційної системи Mac OS X 10.2 Jaguar на цих старих компʼбтерах неможливе.
Mac OS X Panther як і раніше повністю підтримувала Classic-середовище для запуску старих програм Mac OS 9, але зробила вікна Classic-програм з подвійною буферизацією, що заважає деяким програмам, створеним для малювання безпосередньо на екрані.

## Нові та змінені функції

### Функції кінцевого користувача
Apple заявила, що Mac OS X Panther має понад 150 нових функцій, зокрема:
- Finder: Оновлено інтерфейс у вигляді брусу металу, нова пошукова система в реальному часі, настроювана бічна панель, безпечне видалення, кольорові мітки[en] (повернуті з Classic Mac OS[en][4]) у файловій системі та вбудована підтримка формату zip. Іконка Finder також була змінена.
- Швидка зміна користувача[en]: Дозволяє користувачеві залишатися в системі під час входу іншого користувача та швидко перемикатися між кількома сеансами.
- Exposé: Допомагає користувачеві керувати вікнами, показуючи їх усі як ескізи.
- TextEdit: TextEdit тепер також сумісний з документами Microsoft Word (.doc).
- Інструменти розробника Xcode: Швидший час компіляції з gcc 3.3.
- Preview: Збільшена швидкість рендеринга PDF.
- QuickTime: Тепер підтримує відеокодек високої чіткості Pixlet[en].

### Нові програми
- Font Book: Менеджер шрифтів, який спрощує перегляд карт символів і додає нові шрифти, які можна використовувати в усій системі. Програма також дозволяє користувачеві організовувати шрифти в колекції.
- FileVault: Шифрування та дешифрування домашнього каталогу[en] користувача «на льоту».
- iChat AV: Нова версія iChat. Тепер із вбудованими аудіо- та відеоконференціями.
- X11[en]: X11 вбудований в Mac OS X Panther.
- Safari: Новий веббраузер, який був розроблений замість Internet Explorer for Mac, коли контракт між Apple і Microsoft закінчився, хоча Internet Explorer for Mac все ще був доступний. Safari 1.0 було додано до оновлення Mac OS X Jaguar, але почав використовуватися як браузер за замовчуванням у Mac OS X Panther.

### Інші
- Покращення взаємодії з Microsoft Windows, включаючи готову підтримку Active Directory і VPN на базі SecurID[en].
- Вбудована підтримка факсу.

## Історія випуску
|  | Не підтримується |

| Версія | Збірка | Дата              | Версія Darwin | Примітки                      |
| ------ | ------ | ----------------- | ------------- | ----------------------------- |
| 10.3   | 7B85   | 24 жовтня 2003    | 7.0           | Оригінальний споживчий випуск |
| 10.3   | 7B86   | 24 жовтня 2003    | 7.0           | Серверна версія               |
| 10.3.1 | 7C107  | 10 листопада 2003 | 7.1           |                               |
| 10.3.2 | 7D24   | 17 грудня 2003    | 7.2           |                               |
| 10.3.2 | 7D28   |                   | 7.2           | Оновлення споживчого випуску  |
| 10.3.3 | 7F44   | 15 березня 2004   | 7.3           |                               |
| 10.3.4 | 7H63   | 26 травня 2004    | 7.4           |                               |
| 10.3.5 | 7M34   | 9 серпня 2004     | 7.5           |                               |
| 10.3.6 | 7R28   | 5 листопада 2004  | 7.6           |                               |
| 10.3.7 | 7S215  | 15 грудня 2004    | 7.7           |                               |
| 10.3.8 | 7U16   | 9 лютого 2005     | 7.8           |                               |
| 10.3.9 | 7W98   | 15 квітня 2005    | 7.9           |                               |